# Senato (Francia)
Il Senato (Sénat) è un ramo del Parlamento francese.
L’altro è l’Assemblea Nazionale.
Il Senato è eletto a suffragio indiretto, e anche per questo ha minore visibilità rispetto all'altro ramo, l'Assemblea Nazionale; i dibattiti al Senato sono di solito meno intensi e sono meno seguiti da parte dei mezzi di comunicazione. Il suo peso nella storia francese non è però d'altra parte da sottovalutarsi, tanto che proprio alla bocciatura del referendum sulla riforma del Senato si legò la fine della carriera politica di Charles de Gaulle nel 1969.
Il Senato è inoltre escluso dal voto di fiducia all'esecutivo.
L'attuale presidente è Gérard Larcher eletto il 1º ottobre 2014.
Il Senato era presente anche durante il Consolato francese, il Primo ed il Secondo Impero francese, e la Terza Repubblica.

## Elezione

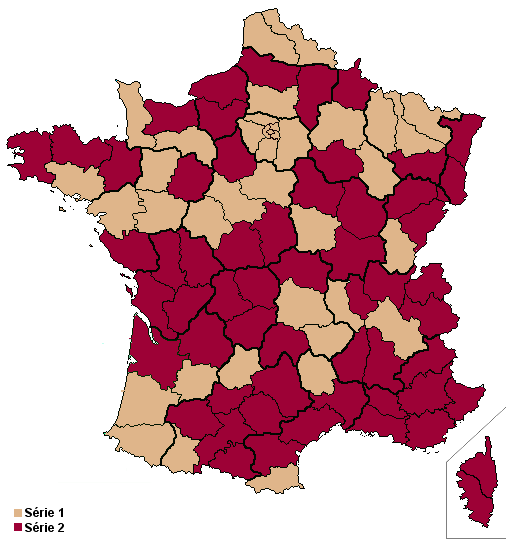
Ripartizione dei dipartimenti metropolitani in zone 1 e 2.

Fino al settembre 2004 il Senato aveva 321 senatori, eletti per un periodo di nove anni. Da allora il mandato è stato ridotto a sei anni, mentre il numero dei senatori è aumentato progressivamente fino a raggiungere 346 nel 2010 per adeguarsi all'aumento demografico. Ogni tre anni si procedeva all'elezione di un terzo dei senatori; anche questo aspetto è progressivamente cambiato fino ad arrivare al rinnovo di metà Senato ogni tre anni, in base alla ripartizione dei dipartimenti metropolitani in due gruppi (chiamati série 1 e 2).
Attualmente il numero dei senatori è di 348.
I senatori sono eletti a suffragio indiretto. I 12 senatori in rappresentanza dei francesi residenti all'estero sono scelti dai 155 membri dell'Assemblea dei francesi all'estero. I restanti senatori sono eletti su base dipartimentale da un collegio elettorale composto da:
1. deputati e senatori appartenenti a quel dipartimento;
2. consiglieri regionali appartenenti alla sezione dipartimentale corrispondente al dipartimento in questione;
3. i consiglieri dipartimentali;
4. i delegati dei consigli municipali, o i loro supplenti. Questo gruppo di elettori rappresenta il 95% del collegio elettorale[3].
  - Nei comuni con meno di 9 000 abitanti i consigli municipali eleggono tra i loro membri:
    - 1 delegato per i consigli municipali aventi dai 7 agli 11 membri (fino a 500 abitanti);
    - 3 delegati per i consigli municipali composti da 15 membri (fino a 1 500 abitanti);
    - 5 delegati per i consigli municipali composti da 19 membri (fino a 2 500 abitanti);
    - 7 delegati per i consigli municipali composti da 23 membri (fino a 3 500 abitanti);
    - 15 delegati per i consigli municipali aventi dai 27 ai 29 membri (fino a 9 000 abitanti)[4].

  - Nei comuni con almeno 9 000 abitanti tutti i consiglieri municipali sono delegati di diritto. Inoltre, nei comuni con almeno 30 000 abitanti, i consigli comunali eleggono delegati supplementari in proporzione di 1 ogni 800 abitanti eccedenti i 30 000[5]. È pratica diffusa che i delegati supplementari siano: i membri dei rispettivi partiti, i militanti o simpatizzanti, i collaboratori di chi è stato eletto, i loro parenti ed amici.[6].

Questo sistema elettorale provoca uno sbilanciamento politico nella composizione dei senatori, poiché privilegia le zone rurali della Francia, storicamente più a destra delle zone urbane. L'effetto è che, durante la Quinta Repubblica, la maggioranza del Senato è stata continuamente di centro-destra fino al 2011, anche quando l'Assemblea Nazionale, eletta a suffragio diretto, aveva maggioranze di sinistra. Con il parziale rinnovo nel 2011 la sinistra vi ha ottenuto la maggioranza per la prima volta dal 1958, anno dell'istituzione del Senato.

## Presidente
I senatori eleggono tra di loro un presidente; l'attuale è Gérard Larcher, di LR. Il Presidente del Senato è collocato al terzo posto nell'ordine protocollare, ma secondo la costituzione della Quinta Repubblica è la seconda carica dello Stato francese e, in caso di morte, dimissioni o destituzione per ragioni di salute del Presidente della Repubblica, diventa Presidente ad interim in attesa di nuove elezioni presidenziali. Ciò è successo in due occasioni, entrambe con Alain Poher come presidente del Senato, una volta con le dimissioni di Charles de Gaulle e l'altra alla morte di Georges Pompidou.

## Poteri

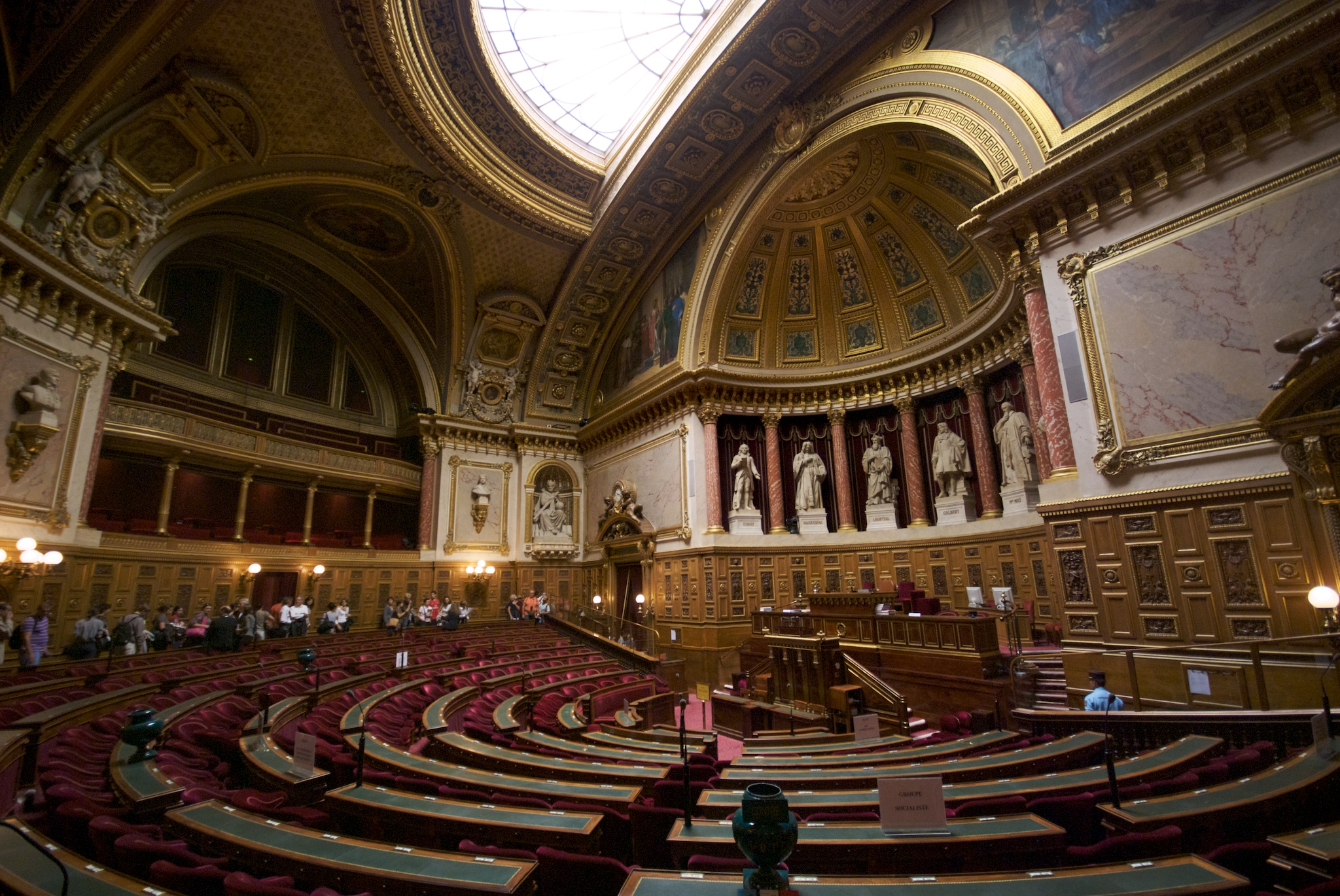
L'emiciclo del Senato nel palazzo del Lussemburgo

Secondo la Costituzione francese, in materia di iniziativa legislativa il Senato ha praticamente gli stessi poteri dell'Assemblea Nazionale. I disegni di legge possono essere presentati dal governo (projets de loi) o da una delle due camere del Parlamento (propositions de loi); solo in tema di bilancio viene riservata un'iniziativa all'Assemblea, mentre al Senato va quella in tema di enti locali. Perché una legge sia promulgata, essa deve essere approvata da entrambe le camere.
Poiché in sede di esame parlamentare ambedue le camere, così come lo stesso governo, possono modificare il testo di un disegno di legge, può essere necessario che quest'ultimo passi in diverse letture prima che si trovi un accordo tra l'Assemblea Nazionale e il Senato. Se le due camere non riescono ad approvare un testo che abbia identici contenuti, per uscire dall'impasse il Primo ministro o i presidenti delle due camere possono convocare una commission mixte paritaire (commissione mista paritaria) formata da sette deputati e da sette senatori, la cui appartenenza ai gruppi politici sia proporzionale alla composizione delle due assemblee. Il testo così concordato è poi trasmesso alle due camere, dove esso sarà sottoposto a eventuali emendamenti parlamentari o governativi e quindi approvato definitivamente. Se la commissione mista non riesce ad accordarsi su di un nuovo testo o se questo testo non è approvato dalle due Camere, il Primo ministro può domandare all'Assemblea Nazionale di esaminare il testo nella formulazione in cui si trovava allorquando esso le era stato trasmesso prima del passaggio davanti alla commissione mista. Tale articolato potrà essere sottoposto a eventuali emendamenti presentati dal governo o dai deputati, e quindi sarà approvato in via definitiva dall'Assemblea Nazionale.
Questa procedura non viene intrapresa frequentemente: di solito le camere trovano un accordo oppure il governo ritira il progetto di legge. Tuttavia in questo modo si assicura all'Assemblea Nazionale un potere dominante nella formazione delle leggi, particolarmente importante perché è l'Assemblea Nazionale a esprimere la fiducia al governo e a potergliela negare con una mozione di censura. Quando l'Assemblea e il Senato hanno maggioranze di diversa tendenza, ci si attende che il Senato tenda ad adeguarsi alle posizioni dell'Assemblea, in modo da ridurre il pericolo di aperti conflitti tra le due camere.
Il Senato opera anche come controllo sull'azione governativa, pubblicando ogni anno diversi rapporti su svariati argomenti.

## Critiche
Siccome al Senato le zone rurali della Francia sono rappresentate in misura maggiore rispetto alla loro popolazione, sono state avanzate critiche sulla non democraticità del Senato stesso; riforme sono state spesso proposte, a partire da Charles de Gaulle. Poiché le zone rurali votano in Francia più a destra delle zone urbane, si è assistito a una costante maggioranza di centro-destra al Senato per tutta la Quinta Repubblica, anche con una maggioranza all'Assemblea Nazionale o un Presidente della Repubblica di sinistra. L'ex Primo ministro francese Lionel Jospin definiva il Senato un "anacronismo".
Poiché per il Senato si tengono elezioni ogni tre anni, è a volte visto come mezzo di rientrare nella politica attiva per i candidati che non sono stati eletti all'Assemblea Nazionale.
Infine, a causa della lunghezza del mandato, della relativa minore importanza anche mediatica rispetto all'Assemblea, alla possibilità di cumulare cariche elettive locali con il mandato di senatore, è anche visto come un buon ripiego per politici a fine carriera.

## Sede

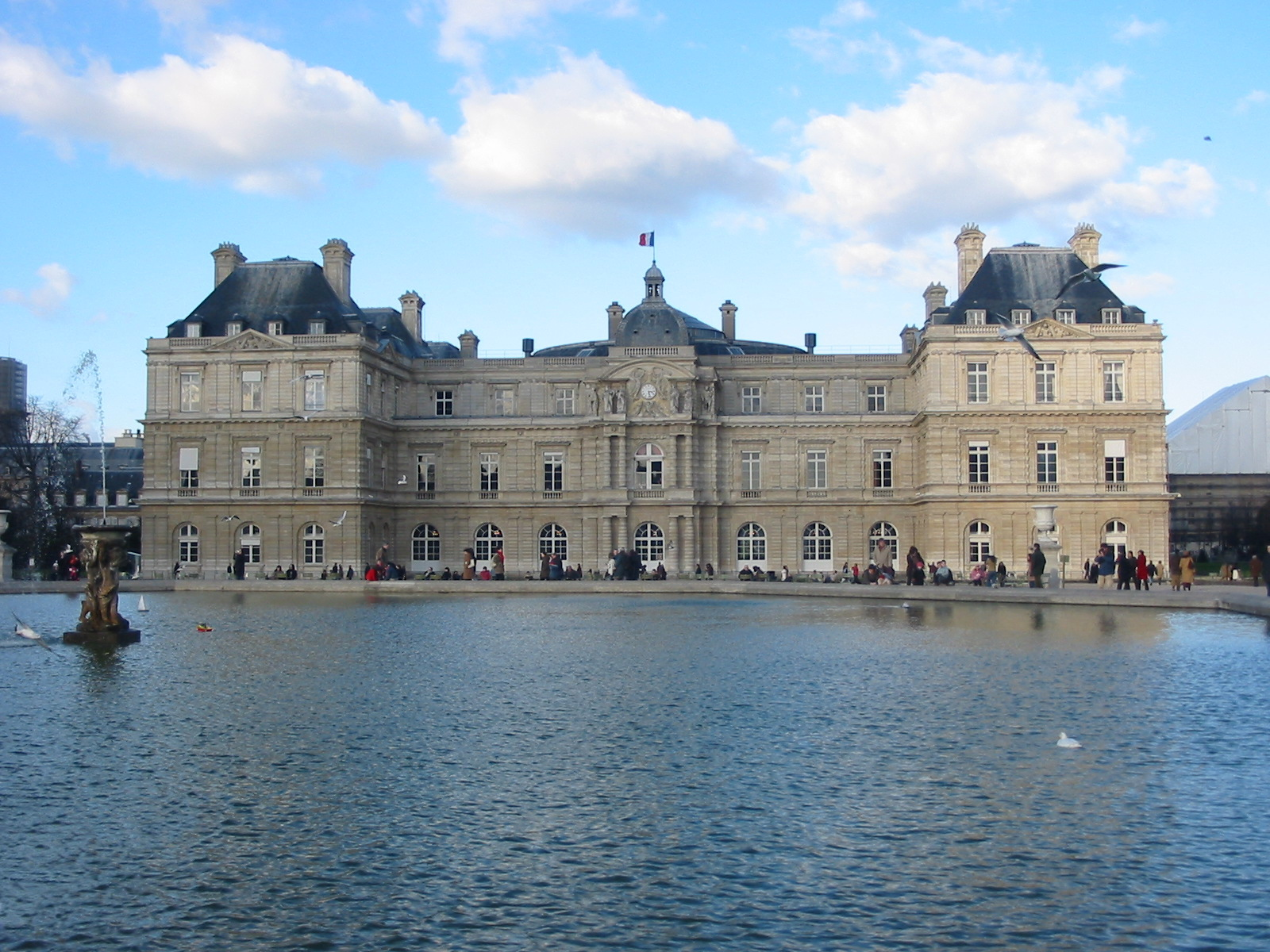
Palazzo del Lussemburgo

Il Senato ha sede nel Palazzo del Lussemburgo nel VI arrondissement di Parigi; la sua guardia è costituita dalle Guardie Repubblicane. I giardini del palazzo, cioè i Giardini del Lussemburgo, sono aperti al pubblico.

### Fonti
1. ↑  (FR)  Constitution de la République française - Titre 5.
2. ↑  (FR) Mode d'élection des sénateurs.
3. ↑  (FR) Sénatoriales 2014, su senat.fr. URL consultato il 5 aprile 2016..
4. ↑  (FR)  Article L284 - Code électoral.
5. ↑  (FR)  Article L285 - Code électoral.
6. ↑  (FR) Guillaume Perrault, Les grands électeurs ne sont pas tous des élus, in Le Figaro, 23 settembre 2011 (archiviato il 25 settembre 2011).